# Lucija Zaninović
Lucija Zaninović (Split, 26. lipnja 1987.) hrvatska je tekvandoašica i europska prvakinja.

## Životopis

### Športska karijera
Najveći joj je uspjeh u karijeri osvajanje naslova europske prvakinje 2010. godine u ruskom Sankt Peterburgu. 
Njezina sestra blizanka Ana Zaninović je svjetska prvakinja, a obje su članice Taekwondo kluba Marjan.
Ponovno je osvojila naslov europske prvakinje 4. svibnja 2012. godine u Manchesteru i dvije godine kasnije u Bakuu.
Osvojila je brončanu medalju na Olimpijskim igrama 2012. u kategoriji do 49 kg, pobjedom nad Meksikankom Janet Alegrijom Penas 6:5, nakon zlatnog boda.
Na Svjetskom prvenstvu u Puebli u Meksiku osvojila je brončano odličje 17. srpnja 2013. godine. U poluzavršnici ju je svladala Jordanka Dana Touransa 6:3.
Na 1. Europskim igrama u Bakuu, 16. lipnja 2015. osovjila je brončano odličje pobijedivši u borbi za treće mjesto Mađarku Ivett Gondu s 9:1.
Na Olimpijskim igrama u Rio de Janeiru 2016., u prvoj je borbi svladala kazahstansku predstavnicu Ainur Jesbergenovu 18:7, a u neizvjesnoj borbi četvrtfinala izgubila je od francuske predstavnice Yasmine Aziez s 4:3. Nakon prve izjednačene runde, dvaput je vodila u drugoj, ali francuska tekvandoašica se vratila na 2:2. Nakon ponovnog Lucijina vodstva, Francuskinja je izjednačila i u posljednjim sekundama zadala udarac za pobjedu. Do te borbe Lucija Zaninović francusku je tekvandoašicu pobijedila osam puta uzastopno u osam borbi. Prigoda za osvajanje bronce kroz repasaž nije se ukazala, jer je njena protivnica koja ju je porazila izgubila u polufinalu od južnokorejske predstavnice Kim Sohui zlatnim bodom nakon tijesne borbi koja je završila 0:0.

### Najznačajniji rezultati
- 2003.  2. mj juniorsko Prvenstvo Hrvatske
- 2004.  1. mjesto juniorsko Prvenstvo Hrvatske
- 2005.  2. mjesto seniorsko Prvenstvo Hrvatske
- 2006.  3. mjesto svjetski kup
- 2007.  5. mjesto seniorsko svjetsko prvenstvo
- 2010.  1. mjesto seniorsko europsko prvenstvo
- 2011.  5. mjesto seniorsko svjetsko prvenstvo

- Prvakinja Hrvatske 2006. – 2011.[8]

## Nagrade i priznanja
- Državna nagrada za šport "Franjo Bučar" za 2011. godinu
- 2012. Red Danice hrvatske s likom Franje Bučara za osobite zasluge za taekwondo šport i njegovo promicanje u Republici Hrvatskoj i svijetu[9]

## Vanjske poveznice

### Sestrinski projekti
|  | Zajednički poslužitelj ima još gradiva o temi Lucija Zaninović |

### Mrežna sjedišta
- Lucija Zaninović[neaktivna poveznica]